# Efeta
L'efeta (in greco antico: ἐφέτης?, ephétes) nell'antica Atene era il magistrato incaricato di giudicare le cause di omicidio. Gli efeti erano 51 (infatti erano chiamati anche οἱ πεντήκοντα καὶ εἷς), scelti tra i membri delle famiglie nobili e aventi almeno cinquant'anni.
Il termine ἐφέτης deriva da ἐϕίημι: o col senso di "giudice d'appello", generalmente escluso; o, preferibilmente, col senso di "direttore" del processo.
Giulio Polluce ascrive a Dracone l'istituzione degli efeti, un tribunale indipendente dall'Areopago; sembra però che gli efeti, come l'Areopago, fossero una delle istituzioni primitive dell'Attica; secondo un'ipotesi gli efeti potevano derivare dagli antichi consigli aristocratici propri delle antiche tribù ionie, che erano formati da 60 membri (questa ipotesi fa notare che sommando i 9 arconti ai 51 efeti si ottiene il numero 60 e che, quindi, gli arconti e gli efeti potevano aver costituito in passato l'Areopago; questo è l'unico modo finora proposto per spiegare perché gli efeti erano 51). In ogni caso, se Dracone non creò gli efeti, perlomeno ne ampliò i poteri, affidando esclusivamente a loro i casi di omicidio.
All'epoca di Solone molto probabilmente esistevano già sia l'Areopago sia gli efeti. Durante il periodo tra Dracone e Solone gli efeti controllavano tutti i reati di sangue. Solone mantenne in vigore le leggi sugli omicidi (in greco antico: φονικοὶ νόμοι?) di Dracone ma riassegnò all'Areopago stesso la phonike dike (i casi di omicidio premeditato), inclusi i casi di ferimento doloso, incendio doloso e avvelenamento. Gli efeti, definitivamente separati dall'Areopago, furono organizzati da Solone in quattro corti, tutte situate sul colle dell'Areopago.
- Presso il Palladio venivano giudicati coloro che erano accusati di omicidio colposo.
- Presso il Delfinio venivano giudicati coloro che avevano confessato un omicidio giustificato.
- Presso il Pritaneo venivano giudicati degli oggetti[non chiaro] che, cadendo, avevano ucciso qualcuno (apsychon dike).
- Presso Freatto venivano giudicati i colpevoli di omicidio che erano stati esiliati e, dopo essere tornati, avevano commesso un omicidio colposo.

Queste corti giudicavano gli omicidi non come crimini contro la società, ma dal punto di vista religioso, secondo la legge sacra di Atene.